# Roberto Streit
Roberto Streit (ur. 17 listopada 1983 w Rio de Janeiro) – brazylijski kierowca wyścigowy.

## Kariera
Streit rozpoczął karierę w wyścigach samochodowych w roku 2001, od startów w Brazylijskiej Formule Chevrolet oraz edycji zimowej Włoskiej Formuły 3. W obu tych seriach zdobył tytuły mistrzowskie. W późniejszych latach startował także w Europejskim Pucharze Formuły Renault 2.0, Niemieckiej Formule Renault, Formule 3 Euro Series, Japońskiej Formule 3, Super GT Japan, Formule Nippon, FIA GT Championship oraz w Południowoamerykańskiej Formule 3. W Formule 3 Euro Series startował w 2004 i 2006 roku. W pierwszym sezonie startów stanął raz na podium i został sklasyfikowany na 10 pozycji, w 2006 roku był 17.

## Statystyki
| Sezon | Seria                                          | Zespół                            | Wyścigi | Zwycięstwa | PP | NO | Podium | Punkty | Pozycja |
| ----- | ---------------------------------------------- | --------------------------------- | ------- | ---------- | -- | -- | ------ | ------ | ------- |
| 2001  | Brazylijska Formuła Chevrolet                  |                                   | 11      | 7          | 6  |    | 11     |        | 1       |
| 2001  | Włoska Formuła Renault (edycja zimowa)         |                                   | 4       | 2          | 2  |    | 3      |        | 1       |
| 2002  | Włoska Formuła Renault                         | Cram Competition                  | 9       | 1          | 0  | 1  | 3      | 108    | 4       |
| 2002  | Europejski Puchar Formuły Renault 2000         | Cram Competition                  | 9       | 0          | 0  | 0  | 2      | 58     | 9       |
| 2003  | Włoska Formuła Renault                         | Prema Powerteam                   | 12      | 0          | 0  | 0  | 1      | 142    | 4       |
| 2003  | Formuła Renault Masters                        | Prema Powerteam                   | 8       | 0          | 0  | 0  | 0      | 44     | 9       |
| 2003  | Północnoeuropejski Puchar Formuły Renault 2000 | Prema Powerteam                   | 4       | 0          | 0  | 0  | 0      | 20     | 29      |
| 2004  | Formuła 3 Euro Series                          | Prema Powerteam                   | 20      | 0          | 0  | 0  | 1      | 28     | 10      |
| 2004  | Masters of Formula 3                           | Prema Powerteam                   | 1       | 0          | 0  | 0  | 0      | N/A    | 15      |
| 2005  | Japońska Formuła 3                             | Inging                            | 20      | 1          | 1  | 2  | 2      | 143    | 6       |
| 2006  | Japońska Formuła 3                             | Inging                            | 18      | 3          | 1  | 4  | 7      | 182    | 3       |
| 2006  | Formuła 3 Euro Series                          | Prema Powerteam                   | 2       | 0          | 0  | 0  | 0      | 4      | 17      |
| 2006  | Grand Prix Makau                               | Prema Powerteam                   | 1       | 0          | 0  | 1  | 0      | N/A    | 15      |
| 2007  | Japońska Formuła 3                             | Inging Motorsport                 | 20      | 7          | 5  | 1  | 12     | 252    | 2       |
| 2007  | Grand Prix Makau                               | Prema Powerteam                   | 1       | 0          | 0  | 0  | 0      | N/A    | 5       |
| 2008  | Formuła Nippon                                 | Stonemarket Blaak Cerumo / Inging | 11      | 0          | 0  | 2  | 1      | 11     | 13      |
| 2008  | Grand Prix Makau                               | Räikkönen Robertson Racing        | 1       | 0          | 0  | 0  | 0      | N/A    | NS      |
| 2008  | Super GT Japan GT500                           | Eneos Toyota Team LeMans          | 1       | 0          | 0  | 0  | 0      | 5      | 23      |
| 2009  | FIA GT - GT1                                   | Sangari Team Brazil               | 5       | 1          | 0  | 0  | 2      | 25     | 7       |
| 2011  | Południowoamerykańska Formuła 3                | Cesário Fórmula                   | 1       | 0          | 0  | 0  | 0      | 0      | NS      |